# Línea 14A (Suburbanos Montevideo)
La línea 14A de la red de transporte suburbano de Montevideo une la terminal Baltasar Brum con San Jacinto.   

## Características
Desde sus comienzos esta línea une Montevideo con la ciudad de San Jacinto en el departamento de Canelones. Su denominación proviene de la seccional policial 14.ª ubicada en la localidad de San Jacinto, Canelones. En 2021, estas líneas ingresaron al Sistema de Transporte Metropolitano con los beneficios del mismo.

## Recorridos
| Línea T14A |

## Lugares de interés
- Banco Central
- Banco de Seguros del Estado
- Facultad de Psicología
- Facultad de Humanidades
- Terminal y Shopping Tres Cruces
- Universidad Católica
- Intercambiador Belloni (Andenes externos)
- Zonamerica
- Estadio Campeón del Siglo
- Facultad de Veterinaria
- Estación Pando
- Frigorífico

A su vez circula por las ciudades de Pando, Barros Blancos, los barrios de Villa García, Punta de Rieles, Flor de Maroñas, La Unión, La Blanqueada, Tres Cruces, Cordón, Centro y Ciudad Vieja, en Montevideo.